# Casey Siemaszko
Casey Siemaszko (Chicago, 17 maart 1961), geboren als Kazimierz A. Siemaszko, is een Amerikaans acteur.

## Biografie
Siemaszko is een zoon van een vader die van Poolse afkomst is en in Polen bij het verzet heeft gezeten tijdens de Tweede Wereldoorlog, en de concentratiekamp van Sachsenhausen heeft overleefd. Hij heeft een broer Corky en een zus Nina. Hij heeft het acteren geleerd aan de School of Drama aan de DePaul universiteit in Chicago. 
Siemaszko begon met acteren in 1983 met de film Class. Hierna heeft hij nog meerdere rollen gespeeld in films en televisieseries zoals Back to the Future (1985), St. Elsewhere (1984-1985), Stand by Me (1986), Biloxi Blues (1988), Back to the Future Part II (1989), The Phantom (1996), Storm of the Century (1999), NYPD Blue (1996-2003), Damages (2007) en Public Enemies (2009).
Siemaszko is een aanhanger van Zen en beoefend hapkido, Judo en tai chi.

## Filmografie[1]

### Films
- 2009 Public Enemies – als Harry Bernan
- 2007 The Boy Who Cried Bitch: The Adolescent Years – als Kenny
- 2006 Waltzing Anna – als Dr. Jeffrey Webb
- 2000 The Crew – als jonge Bobby Bartellemeo
- 1999 Limbo – als Bobby Gastineau
- 1999 Chameleon II: Death Match – als Jake Booker
- 1999 Taxman – als Abrasha Topolev
- 1998 Together & Alone – als Billy
- 1997 Rose Hill – als Fergus Carroll
- 1997 Bliss – als Tanner
- 1996 Mistrial – als detective Bobby Zito
- 1996 The Phantom – als Morgan
- 1995 Black Scorpion – als Dr. Goddard
- 1995 Napeleon – als Conan (stem)
- 1994 Milk Money – als Cash de pooier
- 1994 The Paint Job – als Cal
- 1994 Teresa's Tattoo – als Michael
- 1992 Of Mice and Men – als Curley
- 1992 L'ambassade en folie – als Colin Phipps
- 1991 The Big Slice – als Mike Sawyer
- 1991 The Chase – als Hutchinson
- 1989 Back to the Future Part II – als 3-D
- 1989 Breaking In – als Mike Lafebb
- 1988 Young Guns – als Charles Browdre
- 1988 Biloxi Blues – als Don Carney
- 1987 Three O'Clock High – als Jerry Mitchell
- 1987 Gardens of Stone – als Wildman
- 1987 American Harvest – als Dakota
- 1986 Stand by Me – als Billy Tessio
- 1986 Miracle of the Heart: A Boys Town Story – als Andy Grainger
- 1985 Back to the Future – als 3-D
- 1985 Secret Admirer – als Roger Despard
- 1984 Silence of the Heart – als Jeff
- 1984 Hard Knox – als Aaron Davis
- 1983 Class – als Doug

### Televisieseries
Alleen televisieseries met minimaal twee afleveringen.
- 1997 – 2009 Law & Order – als Bart Rainey / Mr. Shuman – 2 afl.
- 2007 Damages – als detective Dan Williams – 8 afl.
- 1996 – 2003 NYPD Blue – als Pat Fraker – 13 afl.
- 2003 Oz – als detective Tarnowski – 2 afl.
- 2000 Falcone – als Ray Cerrone – 2 afl.
- 1999 Storm of the Century – als Alton Hatcher – miniserie
- 1996 Too Something – als boze competitie man – 2 afl.
- 1984 – 1985 St. Elsewhere – als Rick Messina – 3 afl.

### Videogames
- 2004 Grand Theft Auto: San Andreas - als Johnny Sindacc
- 2004 Conflict: Vietnam - als stem
- 2004 Red Dead Revolver - als diverse stemmen

- Biblioteca Nacional de España: XX1500816
- Bibliothèque nationale de France: cb14227235c (data)
- Gemeinsame Normdatei: 1013630335
- International Standard Name Identifier: 0000 0001 2134 7087
- Library of Congress Control Number: no2001092839
- Nationale Bibliotheek van Tsjechië: xx0205236
- Nationale Bibliotheek van Israël: 987007427293105171
- Système universitaire de documentation: 175889899
- Virtual International Authority File: 58739410
- WorldCat: E39PBJcRcWtwxFykMVWPvvkkXd